# Ahmet Engin
Ahmet Engin (* 9. August 1996 in Moers) ist ein deutscher Fußballspieler, der zuletzt beim MSV Duisburg unter Vertrag stand.

## Karriere
Engin begann das Fußballspielen im frühen Kindesalter beim SV Neukirchen. Diesem blieb er langjährig treu, bis er als C-Jugendlicher in die Nachwuchsabteilung des früheren Bundesligisten KFC Uerdingen wechselte. Der KFC blieb für ihn allerdings nur eine Zwischenstation, da er 2011 die Aufnahme in die Jugend des Zweitligisten MSV Duisburg erreichte. Bei diesem durchlief der im offensiven Mittelfeld und im Sturm vielseitig einsetzbare Spieler die verbleibenden Altersstufen. In der B- und anschließend in der A-Jugend trat er in der Bundesliga der jeweiligen Altersklasse an. Während der Saison 2014/15 stand der damals 18-Jährige aufgrund guter Leistungen zwei Mal im Drittligakader, wurde allerdings letztlich nicht aufgeboten. Somit war er nicht direkt daran beteiligt, dass die erste Mannschaft 2015 den Wiederaufstieg in die 2. Bundesliga schaffte.
Ebenso wie sein Teamkollege Dominik Behr unterschrieb Engin zur Spielzeit 2015/16 einen Profivertrag bei der ersten Mannschaft des MSV Duisburg. Am 22. August 2015 wurde er bei einer 0:2-Auswärtsniederlage gegen den Karlsruher SC in der 63. Minute ins Spiel gebracht und erreichte damit sein Zweitligadebüt. Im weiteren Saisonverlauf lief er in Testspielen erneut für die Profis auf und erhielt ansonsten in der zweiten Mannschaft Spielpraxis in der Oberliga Niederrhein. Nach dem Abstieg der ersten Mannschaft 2016 gehörte Engin fest zum Drittligakader des MSV, für den er am 20. Spieltag der Saison 2016/17 beim 1:0-Sieg gegen den SC Paderborn 07 sein erstes Profitor erzielte. Im weiteren Saisonverlauf kam er regelmäßig zum Einsatz und schaffte mit der Mannschaft 2017 den direkten Wiederaufstieg in die 2. Bundesliga. Nach zwei Jahren stieg er mit dem MSV am Ende der Spielzeit 2018/19 erneut in die dritte Liga ab. In der Folgesaison kam Engin häufig nur als Einwechselspieler zum Einsatz. Nach einem groben Foul an seinem Magdeburger Gegenspieler Dominik Ernst, bei dem sich dieser einen Bruch des Außenknöchels zuzog, wurde der Flügelspieler im Anschluss an den 27. Spieltag für fünf Partien gesperrt.
Im Sommer 2021 verließ er den MSV mit Ablauf seines Vertrags nach zehn Jahren Vereinszugehörigkeit und wechselte in die Türkei zu Kasımpaşa Istanbul in die Süper Lig. Nach zwei Spielzeiten wechselte er im Sommer 2023 nach Griechenland zum Erstligisten Volos NFC.
Anfang Januar 2024 kehrte er zu seinem Jugendverein MSV Duisburg zurück.